# سورنتو
سورنتو (به ایتالیایی: Sorrento) یک سکونتگاه مسکونی در ایتالیا است که در استان ناپل واقع شده‌است.

## خصوصیات
سورنتو ۹ کیلومترمربع مساحت و ۱۶٬۵۴۷ نفر جمعیت دارد و ۵۰ متر بالاتر از سطح دریا واقع شده‌است.